# Heiligenhaus
Heiligenhaus è una città di 26 367 abitanti della Renania Settentrionale-Vestfalia, in Germania.
Appartiene al distretto governativo (Regierungsbezirk) di Düsseldorf ed al circondario di Mettmann (targa ME).
Heiligenhaus si fregia del titolo di "Media città di circondario" (Mittlere kreisangehörige Stadt).
Heiligenhaus è la città d'origine di Johann Adolf Großsteinbeck, nonno dello scrittore americano Premio Nobel per la letteratura John Steinbeck. Ospita anche la fattoria di famiglia.

## Amministrazione

### Gemellaggi
- Meaux
- Basildon
- Mansfield (Nottinghamshire)
- Zwönitz, dal 1990